# 薛胤
薛 胤（せつ いん、456年 - 499年）は、北魏の軍人。字は寧宗。本貫は河東郡汾陰県。

## 経歴
薛初古抜の長男として生まれた。弱冠にして中散の位を受けた。河東公の爵位を嗣ぎ、鎮西大将軍の号を受けると、懸瓠鎮将に任じられた。南朝斉の侵攻があったため、薛胤は都将となり、穆亮らとともに淮水で侵攻を阻止した。まもなく持節・義陽道都将に任じられた。
490年（太和14年）、五等爵の制度が改革されると、公から侯に降格された。
493年（太和17年）、孝文帝が南征し、趙郡王元幹と穆亮を西道都将とすると、薛胤は仮節・平南将軍の位を受けて、年少の元幹を補佐した。裒父まで進軍し、南朝斉の武帝が死去すると、軍を返した。またこの年、元幹や穆亮とともに秦州の乱を討ち、支酉を捕らえて斬った。立忠将軍・河北郡太守に任じられた。河北郡は韓氏と馬氏の両姓がおのおの2000家あまりを率いて専横していたが、薛胤が赴任すると韓氏と馬氏の首領20人あまりを逮捕して処刑し、郡中を粛正した。
499年（太和23年）秋、病のため河北郡で死去した。享年は44。諡は敬といった。
子の薛裔は、字を豫孫といい、征虜将軍・中散大夫の位を受け、洛州刺史となった。

## 伝記資料
- 『魏書』巻42 列伝第30
- 『北史』巻36 列伝第24